# عشاق الحياة (فلم)
عشاق الحياة فيلم دراما موسيقي استعراضي مصري  للمخرج حلمي حليم عام 1971 للمؤلف فاروق القاضي وسيناريو وحوار يسري حكيم. الفيلم من بطولة محرم فؤاد ونادية لطفي ويروي قصة باشا يتبنى صبي يشب ويتقدم لخطبة ابنة الباشا الذي يرفض ويتسبب في أزمة عاطفية.
صدر الفيلم إلى دور العرض المصرية في 15 نوفمبر 1971.
منح موقع قاعدة بيانات الأفلام العربية الفيلم درجة 5.8/ 10.

## طاقم التمثيل
محرم فؤاد: في دور أحمد سالم
نادية لطفي: في دور منى إسماعيل الجبالي
يوسف وهبي: في دور إسماعيل باشا الجبالي
حبيبة (جلاديس أبو جودة): في دور زيزي مراد
محمود المليجي: في دور سيف الله زاده
ممتاز أباظة: في دور عصمت سيف الله زاده
حسن مصطفى: في دور سلامة (قائد الفرقة الإستعراضية)
إبراهيم قدري: في دور الشيخ صالح
علي مصطفى: في دور عريان (صبي الشيخ صالح)
بالاشتراك مع: عبد الغني النجدي – قدرية كامل – حمدي يوسف – رشوان مصطفى – سمير عبد العظيم – صالح الإسكندراني.

## أغاني الفيلم
كلمات: الاغاني: مرسي جميل عزيز
الحان: محمد الموجي - منير مراد - محرم فؤاد
مساء التماسي يا قمر: لحن محرم فؤاد – كلمات مرسي جميل عزيز
غريب يا ليل الغريب: لحن منير مراد – كلمات مرسي جميل عزيز
ندم: لحن محمد الموجي – كلمات مرسي جميل عزيز
والنبي لنكيد العزال: لحن محمد الموجي – كلمات مرسي جميل عزيز

## أحداث الفيلم
يموت سالم خولي عزبة إسماعيل باشا الجبالى (يوسف وهبى)، ويتولى الباشا رعاية الابن أحمد سالم (محرم فؤاد) 15 عاماً مع إبنته الوحيدة منى (ناديه لطفي)، وحينما يلاحظ الباشا ميول أحمد الموسيقية، يرسله في بعثة دراسية إلى إيطاليا، لمدة 4 سنوات لدراسة الموسيقى. يكتم أحمد حبه لمنى لمعرفته الفارق المادي والاجتماعي الكبير بينهما بينما كانت منى تنتظر اللحظة التي يبوح لها أحمد بحبه، وحتى بعد سفره لإيطاليا، كانت تنتظر أن يبوح لها بحبه في خطاباته، ولكنه لم يجرؤ. يعود أحمد من الخارج، وتنتظره منى في ميناء الوصول مع الشيخ صالح (إبراهيم قدرى) العواد، وصبيه عريان (على مصطفى)، اللذان كان يجوب معهم الموالد للغناء، قبل سفره لإيطاليا، وكان لقاء أحمد ومنى عاصفاً، خصوصاً عندما ظهرت الغيرة على منى، وهي تشاهد أحمد يصافح زيزي مراد (حبيبة)، بطلة الفرقة الإستعراضية التي سيعمل أحمد معها، بقيادة صديقه سلامة (حسن مصطفى). ويضطر أحمد لمصارحة منى بحبه لأول مرة، ويعدها بطلب يدها من الباشا، بعد نجاح استعراضه الأول. تضيع ثروة سيف الله زاده (محمود المليجى) ونجله عصمت (ممتاز أباظه) في المراهنات في سباق الخيول، ويحترفون خداع العائلات الأرستقراطية، والنساء الأثرياء. يحاول سيف الله إقناع الباشا بالموافقة إشراك مهرته الأصيلة «عزيزة» في سباقات الخيل، ويدعي أنه من نسل عائلة طوغان أوغلو التي تمت بصلة قرابة للباشا. يرفض الباشا موضوع سباق الخيل ويدعو سيف الله ونجله عصمت لقضاء أسبوع في عزبته. يقرر سيف الله زاده، السيطرة على الباشا وثروته، عن طريق زواج إبنه عصمت من ابنة الباشا منى، وعندما يلاحظ ان منى قريبة من أحمد، يحاول إبعاد الأخير عنها.
ينجح أحمد في استعراضاته الغنائية بمصاحبة فرقته الجديدة، ويتقدم لخطبة منى، ولكن الباشا يرفض ويطرده من بيته، وتضطر منى للإنصياع لرغبات الباشا، والتنكر لأحمد. يعتبر أحمد ذلك خيانة من منى، ويتركها وهو مصدوم، ليفرط في الشراب لعله ينسى صدمته. تنتهز زيزي الفرصة للاقتراب من أحمد، وتتنكر لسلامة الذي يحبها. يجد أحمد سلواه في اللهو مع زيزي، ومبادلتها الغرام.
يطلب سيف الله يد منى لإبنه عصمت، ويرحب الباشا ويمنح عصمت مجوهرات العائلة ليقدمها لمنى كشبكة، وتضطر منى للموافقة. يطلب الشيخ صالح من أحمد إحياء حفل الزفاف، وبعد الغناء في الحفل يسارع أحمد ويستقل سيارة أجرة، وتحاول منى اللحاق به وتصاب في حادث يؤدي إلى شلل نصفى. يطلب أحمد من زيزي الزواج وينشر خبر الزواج في الصحف ويزداد إكتئاب منى. يفكر سيف الله وعصمت، في التخلص من الباشا، ليخلو لهم وجه منى المشلولة، ويمكنهم السيطرة على ثروتها، وينتهزوا فرصة محاولة الباشا مصالحة أحمد من أجل منى، وينتظروه في طريق عودته لإطلاق النار عليه. يتوجه الباشا لمقابلة أحمد وبصحبته الشيخ صالح وعريان، ويطرد أحمد الباشا من المسرح، دون أن يسمع منه كلمة واحدة، ولكن الشيخ صالح يخبره بأن الباشا مكلوم، بعد ان أصيبت منى بالشلل، فيشعر احمد بالأسف، ويلحق بالباشا، الذي يطلق عليه سيف الله النار. يطارد أحمد سيق الله وعصمت ويقبض عليهم. ينقل الباشا للمستشفى، ويتقدم أحمد للتبرع بالدم للباشا، وينقذ حياته. يوافق الباشا على زواج منى من أحمد، الذي يسرع إلى منى ويطلب منها العفو.

## الإنتاج
النجاح الذي حققه فيلم «أبي فوق الشجرة» فتح شهية كبار المنتجين والمخرجين لتحقيق فيلم مماثل يحقق ذات الإيرادات أو أكثر منها، ولذلك لم يتردد الفنان محرم فؤاد في إنتاج فيلم يقوم ببطولته مع نادية لطفي، التي أعتبرها كلمة السر لنجاح فيلم عبدالحليم حافظ، كما أعتبر البعض بوجود تنافس وحرب خفية بين محرم فؤاد وعبد الحليم حافظ.
وافقت نادية لطفي على فيلم «عشاق الحياة» وبدأت تصويره، ولكنها فوجئت بحملة دعائية قام بها محرم فؤاد، بصفته منتج الفيلم، ووصف فيها العمل بأنه سيحطم الرقم القياسي في القبلات، وذلك بزيادة قُبلتين عن قبلات فيلم «أبي فوق الشجرة» الذي تضمن عدد كبير من القبلات. رفضت نادية لطفي بإصرار استخدام القبلات كدعاية لفيلمها الجديد، واتصلت بمحرم فؤاد وعاتبته عتابًا مُرًا، وهددت بوقف التصوير إذا استمرت الحملة الدعائية بهذا الأسلوب، كما وصفتها بأنها تُسيء إلى سمعتها كفنانة وإلى كرامتها كزوجة وأم، بحسب مجلة «الموعد» عام 1971.
قرر محرم فؤاد وقف الحملة على الفور وبدأ يبحث عن شكل آخر من أشكال الدعاية التي تُرضي نادية لطفي.

## روابط خارجية
- مقالات تستعمل روابط فنية بلا صلة مع ويكي بيانات